# World Tag Team Championship (WWE)
World Tag Team Championship (em português: Campeonato Mundial de Duplas) é um campeonato mundial de duplas de luta profissional criado e promovido pela promoção americana WWE, defendido na divisão da marca Raw. É um dos dois campeonatos masculinos de duplas do elenco principal da WWE, junto com o Campeonato de Duplas da WWE no SmackDown. Os campeões atuais são The Judgment Day (Finn Bálor e JD McDonagh), que estão em seu segundo reinado como dupla. Individualmente, este é o quarto reinado de Bálor e o segundo de McDonagh, sendo este o quarto reinado geral do grupo The Judgment Day. Eles conquistaram o título ao derrotar The New Day (Kofi Kingston e Xavier Woods) no episódio do Raw de 30 de junho de 2025.
O campeonato foi originalmente estabelecido como Campeonato de Duplas da WWE em 3 de outubro de 2002, e a equipe de Kurt Angle e Chris Benoit foram os campeões inaugurais. Foi introduzido para a marca SmackDown como um segundo título para duplas na promoção para complementar o Campeonato Mundial de Duplas original da WWE, que se tornou exclusivo do Raw. Ambos os títulos foram unificados em 2009 e foram coletivamente referidos como Campeonato Unificado de Duplas da WWE, embora permanecessem oficialmente ativos de forma independente até que o Campeonato Mundial de Duplas fosse formalmente desativado em 2010.
Como resultado do WWE Draft de 2016, o campeonato tornou-se exclusivo do Raw e foi renomeado como Campeonato de Duplas do Raw, com o SmackDown criando seu próprio título homólogo. De maio de 2022 a abril de 2024, o título foi detido e defendido junto com seu homólogo do SmackDown como o Campeonato Indiscutível de Duplas da WWE, com cada um mantendo suas linhagens individuais. Sob a bandeira Indiscutível, ambos os títulos se tornaram simultaneamente os primeiros campeonatos de duplas a serem defendidos no evento principal do principal evento da WWE, WrestleMania, que ocorreu como o evento principal na Noite 1 da WrestleMania 39 em abril de 2023. Os títulos seriam novamente defendidos em o evento principal de um evento pay-per-view e transmissão ao vivo no Night of Champions no mês seguinte. Os títulos foram então divididos na WrestleMania XL em abril de 2024, com o Campeonato de Duplas do Raw posteriormente renomeado como Campeonato Mundial de Duplas.

## História
Campeões inaugurais Kurt Angle e Chris Benoit, que ganharam o título como Campeonato de Duplas da WWE.De 1971 a 2002, o Campeonato Mundial de Duplas original da WWE foi o principal campeonato mundial masculino de duplas da promoção de luta profissional. Seguindo o enredo de The Invasion, o elenco da WWE dobrou de tamanho devido ao influxo de lutadores das promoções anteriores, World Championship Wrestling e Extreme Championship Wrestling. Como resultado, a WWE introduziu a extensão da marca em março de 2002 para dividir seu elenco entre Raw e SmackDown! onde os lutadores atuariam exclusivamente em seus respectivos programas semanais de televisão. O Campeonato Mundial de Duplas original inicialmente tornou-se exclusivo do SmackDown!, mas mais tarde foi transferido para o Raw, deixando o primeiro sem título de duplas. Como resultado, a Gerente Geral do SmackDown! Stephanie McMahon apresentou o Campeonato de Duplas da WWE e o encomendou para ser o título de duplas do SmackDown! em 3 de outubro de 2002. Ela também anunciou que os campeões inaugurais seriam determinados em um torneio de oito equipes. No No Mercy em 20 de outubro de 2002, a equipe de Kurt Angle e Chris Benoit derrotaram Rey Mysterio e Edge na final do torneio para se tornar os primeiros Campeões de Duplas da WWE.

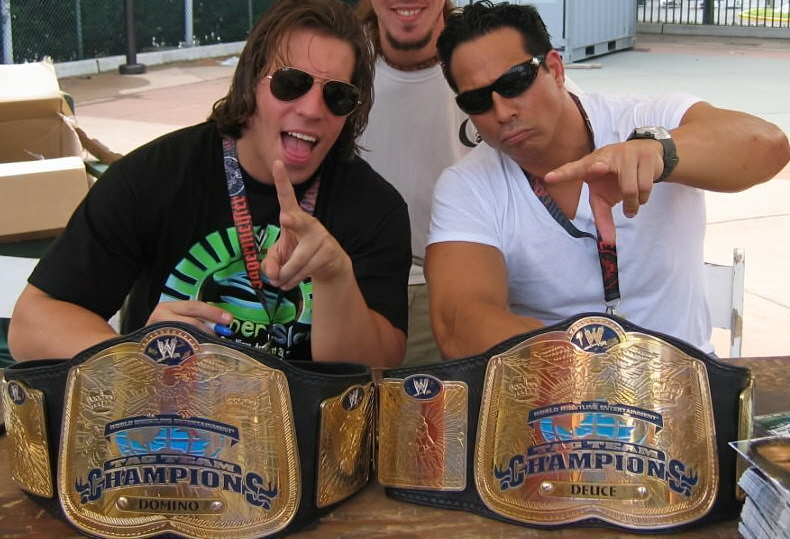
Ex-campeões Deuce 'n Domino (direita e esquerda), mostrados aqui com o design original do campeonato (2002–2010) quando ainda era conhecido como Campeonato de Duplas da WWE do SmackDown!.

Em 17 de outubro de 2007, o SmackDown! e ECW (que se tornou uma terceira marca em 2006) anunciaram um acordo de compartilhamento de talentos que permitiu que talentos de qualquer uma das marcas competissem em ambas as marcas. Como resultado, o título tornou-se elegível para ser disputado e defendido em ambas as marcas. No final de 2008 até o início de 2009, os atuais Campeões de Duplas da WWE, The Colóns (Carlito e Primo), se envolveram em rivalidade com os atuais campeões mundiais de duplas, John Morrison e The Miz, o que resultou no anúncio no episódio de 17 de março da ECW que na WrestleMania 25, ambas as equipes defenderiam seus títulos uma contra a outra e a equipe vencedora deteria os dois títulos. The Colóns derrotaram Morrison e Miz, e assim unificaram os títulos no que ficou conhecido como Campeonato Unificado de Duplas da WWE, o termo genérico para o que oficialmente permanecia como dois campeonatos ativos que agora eram defendidos coletivamente. Os campeonatos seriam defendidos como Campeonato Unificado de Duplas da WWE em qualquer marca até agosto de 2010. Naquele mês, o Gerente Geral Anonymous do Raw anunciou que o Campeonato Mundial de Duplas seria desativado em favor da continuação do Campeonato de Duplas da WWE, que recebeu um novo e único conjunto de cinturões de campeonato, que foram apresentados aos atuais campeões The Hart Dynasty (Tyson Kidd e David Hart Smith) por Bret Hart. O Campeonato de Duplas da WWE, que abandonou o apelido "unificado", posteriormente se tornou o único campeonato de duplas na WWE, disponível para qualquer marca. A primeira extensão da marca terminou em agosto de 2011.
Após a reintrodução da extensão da marca em julho de 2016, os atuais campeões The New Day (Big E, Kofi Kingston e Xavier Woods) foram transferidos para a marca Raw, tornando o campeonato exclusivo do Raw. Em resposta, o SmackDown criou o Campeonato de Duplas do SmackDown em 23 de agosto de 2016. O Campeonato de Duplas da WWE foi posteriormente renomeado para Campeonato de Duplas do Raw e The New Day foram os primeiros campeões a deter o título com seu novo nome. Em 2019, o território de desenvolvimento da WWE, NXT, tornou-se a terceira grande marca da promoção quando foi transferido para a USA Network em setembro, tornando assim o Campeonato de Duplas do NXT o terceiro grande título de duplas masculino na WWE. No entanto, este reconhecimento foi revertido quando a NXT voltou à sua função original como marca de desenvolvimento em setembro de 2021.
Na WrestleMania 34 em 8 de abril de 2018, os atuais Campeões de Duplas do Raw, Cesaro e Sheamus, estavam escalados para defender o título contra Braun Strowman e um parceiro de sua escolha. No evento, Strowman revelou que seu parceiro seria fã da plateia ao vivo. Ele então foi para a multidão e escolheu Nicholas, de 10 anos, e os dois derrotaram Cesaro e Sheamus pelo título. Isso fez de Nicholas o mais jovem campeão da WWE da história. Nicholas também foi revelado como filho do árbitro da WWE, John Cone. Na noite seguinte no Raw, os dois abriram mão dos títulos.
Durante o episódio de 20 de maio de 2022 do SmackDown, os atuais Campeões de Duplas do SmackDown The Usos (Jey Uso e Jimmy Uso) derrotaram os atuais Campeões de Duplas do Raw RK-Bro (Randy Orton e Riddle) em uma luta Winners Take All para reivindicar ambos os campeonatos e serem reconhecidos como os Campeões Indiscutível de Duplas da WWE. A WWE classificou a partida como uma luta de unificação do campeonato; no entanto, ambos os títulos permaneceram ativos de forma independente. Os Usos defenderam os dois títulos juntos em ambas as marcas como Campeonato Indiscutível de Duplas da WWE, mas em algumas ocasiões no início de 2023, eles também defenderam os títulos separadamente.
No evento principal na Noite 1 da WrestleMania 39, The Usos (Jey Uso e Jimmy Uso) defenderam o Campeonato Indiscutível de Duplas da WWE contra a equipe de Kevin Owens e Sami Zayn. Posteriormente, isso fez dos títulos Raw e SmackDown os primeiros campeonatos de duplas a serem defendidos no evento principal do principal evento da WWE, a WrestleMania. No evento, Owens e Zayn derrotaram The Usos para se tornarem campeões. Os títulos seriam novamente defendidos no evento principal de um evento pay-per-view e transmissão ao vivo no Night of Champions no mês seguinte, em 27 de maio, quando Owens e Zayn mantiveram os títulos contra The Bloodline (Roman Reigns e Solo Sikoa).
Na Noite 1 da WrestleMania XL em 6 de abril de 2024, The Judgment Day (Finn Bálor e Damian Priest) defenderam o Campeonato Indiscutível de Duplas da WWE em uma luta Six-Pack de Duplas de Escadas em que ambos os conjuntos de campeonatos tiveram que ser recuperados para a partida para terminar. Como resultado, os campeonatos foram divididos com Awesome Truth (The Miz e R-Truth) vencendo o Campeonato de Duplas do Raw enquanto A-Town Down Under (Austin Theory e Grayson) ganhou os títulos do SmackDown. Uma semana depois, no episódio do Raw de 15 de abril, o Campeonato de Duplas do Raw foi renomeado como Campeonato Mundial de Duplas com um novo conjunto de cinturões de campeonato.

### Torneio inaugural do WWE Tag Team Championship (2002)
O torneio pelo Campeonato de Duplas da WWE foi um torneio realizado para coroar os primeiros Campeões de Duplas da WWE da marca SmackDown. Foi concluído no No Mercy em 20 de outubro de 2002 e foi vencido pela equipe de Kurt Angle e Chris Benoit.
|  | Quartas de final             | Quartas de final          |       |     | Semifinais | Semifinais |  |  | Final | Final |
|  |                              |                           |       |     |            |            |  |  |       |       |
|  |                              |                           |       |     |            |            |  |  |       |       |
|  |                              |                           |       |     |            |            |  |  |       |       |
|  | Los Guerreros                | Sub                       |       |     |            |            |  |  |       |       |
|  | Los Guerreros                | Sub                       |       |     |            |            |  |  |       |       |
|  | Mark Henry e Rikishi         |                           |       |     |            |            |  |  |       |       |
|  | Los Guerreros                |                           |       |     |            |            |  |  |       |       |
|  |                              |                           |       |     |            |            |  |  |       |       |
|  |                              | Chris Benoit e Kurt Angle | Pin   |     |            |            |  |  |       |       |
|  | Chris Benoit e Kurt Angle    | Chris Benoit e Kurt Angle | Pin   | Sub |            |            |  |  |       |       |
|  | Chris Benoit e Kurt Angle    |                           |       | Sub |            |            |  |  |       |       |
|  | Billy Kidman e John Cena     |                           |       |     |            |            |  |  |       |       |
|  | Chris Benoit e Kurt Angle    | Sub                       |       |     |            |            |  |  |       |       |
|  | Chris Benoit e Kurt Angle    | Sub                       |       |     |            |            |  |  |       |       |
|  |                              | Edge e Rey Mysterio       | 22:03 |     |            |            |  |  |       |       |
|  | Reverend D-Von e Ron Simmons | Edge e Rey Mysterio       | 22:03 | Pin |            |            |  |  |       |       |
|  | Reverend D-Von e Ron Simmons |                           |       | Pin |            |            |  |  |       |       |
|  | Billy e Chuck                |                           |       |     |            |            |  |  |       |       |
|  | Reverend D-Von e Ron Simmons |                           |       |     |            |            |  |  |       |       |
|  |                              |                           |       |     |            |            |  |  |       |       |
|  |                              | Edge e Rey Mysterio       | Pin   |     |            |            |  |  |       |       |
|  | Edge e Rey Mysterio          | Edge e Rey Mysterio       | Pin   | Pin |            |            |  |  |       |       |
|  | Edge e Rey Mysterio          |                           |       | Pin |            |            |  |  |       |       |
|  | Brock Lesnar e Tajiri        |                           |       |     |            |            |  |  |       |       |
|  |                              |                           |       |     |            |            |  |  |       |       |

## História de designação de marca
Após os eventos da extensão da marca WWE, um draft anual da WWE foi estabelecido, no qual membros selecionados do plantel da WWE são transferidos para uma marca diferente. Depois que o Campeonato de Duplas da WWE foi unificado com o Campeonato Mundial de Duplas como Campeonato Unificado de Duplas da WWE, os campeões poderiam aparecer e defender os títulos em qualquer marca da WWE. O Campeonato Mundial de Duplas foi desativado em agosto de 2010, deixando o Campeonato de Duplas da WWE como o único título de duplas da WWE, que abandonou o apelido de "Unificado", recebeu um novo conjunto único de cinturões e continuou a ser defendido em qualquer marca. A extensão da marca foi descontinuada em 29 de agosto de 2011, mas foi reativada em 19 de julho de 2016. A seguir está uma lista de datas indicando as transições do Campeonato de Duplas da (Raw) WWE entre as marcas Raw, SmackDown e ECW.
| Date of transition     | Brand     | Notes |
| ---------------------- | --------- | --- |
| 20 de outubro de 2002  | SmackDown | Campeonato estabelecido como Campeonato de Duplas da WWE para o SmackDown depois que o Campeonato Mundial de Duplas se tornou exclusivo do Raw. Kurt Angle e Chris Benoit se tornaram os campeões inaugurais do No Mercy. |
| 13 de novembro de 2007 | ECW       | O Campeonato de Duplas da WWE mudou para a ECW depois que John Morrison e The Miz, membros da marca ECW, derrotaram Matt Hardy e Montel Vontavious Porter para ganhar o Campeonato de Duplas da WWE. No entanto, como parte de um acordo de troca de talentos entre o SmackDown e a ECW, equipes de qualquer uma das marcas poderiam lutar pelo título.                                                 |
| 20 de julho de 2008    | SmackDown | O Campeonato de Duplas da WWE retornou ao SmackDown depois que Curt Hawkins e Zack Ryder, membros da marca SmackDown, derrotaram John Morrison e The Miz para ganhar o Campeonato de Duplas da WWE. O acordo de troca de talentos ainda estava em vigor nessa época. |
| 5 de abril de 2009     | N/A       | Na WrestleMania 25, os Colóns unificaram o Campeonato de Duplas da WWE e o Campeonato Mundial de Duplas como o Campeonato Unificado de Duplas da WWE. Ambos os títulos permaneceram ativos e foram defendidos em qualquer marca. O Campeonato Mundial de Duplas foi desativado em agosto de 2010, e "Unificado" foi retirado do nome.                                                                   |
| 19 de julho de 2016    | Raw       | Reintrodução da divisão da marca. Os Campeões de Duplas da WWE The New Day (Big E, Kofi Kingston e Xavier Woods) foram convocados para o Raw durante o WWE Draft 2016. O título foi renomeado para Campeonato de Duplas do Raw depois que o SmackDown introduziu o Campeonato de Duplas do SmackDown. O título foi renomeado para Campeonato Mundial de Duplas em 15 de abril de 2024, episódio do Raw. |

## Reinados
Em 16 de julho de 2025, foram 97 reinados entre 73 times compostos por 103 campeões individuais, e uma ocasião em que o título ficou vago. A equipe de Cesaro e Sheamus e The New Day (Kofi Kingston e Xavier Woods) tem o maior número de reinados como equipe, com quatro, enquanto individualmente, Kingston e Seth Rollins têm o maior número, com seis. O segundo reinado do New Day também é o reinado mais longo com 483 dias e eles são o único time a deter o campeonato por mais de um ano consecutivo—Big E também é creditado por este reinado como durante os dois primeiros reinados do New Day, Big E, Kingston, e Woods foram todos reconhecidos como campeões pela Regra Freebird (Big E foi separado da equipe no Draft da WWE de 2020). O único reinado de John Cena e The Miz é o mais curto, com 9 minutos, devido a The Corre invocar sua cláusula de revanche imediatamente após perder o título. Como equipe, The New Day (em suas duas variantes diferentes de membros da equipe) também tem o reinado combinado mais longo com 627 dias, enquanto Kingston individualmente tem o reinado combinado mais longo com 912 dias (910 dias conforme reconhecido pela WWE). Nicholas é o campeão mais jovem aos 10 anos (também o tornando o campeão mais jovem da história da WWE), enquanto R-Truth é o campeão mais velho aos 52 anos.
Os campeões atuais são The Judgment Day (Finn Bálor e JD McDonagh), que estão em seu segundo reinado como dupla. Individualmente, este é o quarto reinado de Bálor e o segundo de McDonagh. Eles conquistaram o título ao derrotar The New Day (Kofi Kingston e Xavier Woods) no episódio do Raw de 30 de junho de 2025, em Pittsburgh, Pensilvânia.